# Cryphoeca carpathica
Cryphoeca carpathica is een spinnensoort uit de familie van de waterspinnen (Cybaeidae).
De wetenschappelijke naam van de soort werd in 1879 gepubliceerd door Ottó Herman.